# Terranova secundum
Terranova secundum är en rundmaskart som först beskrevs av Chandler 1935.  Terranova secundum ingår i släktet Terranova och familjen Anisakidae. Inga underarter finns listade i Catalogue of Life.